# Трпиня
Трпиня (хорв. Trpinja) — населений пункт та община у Вуковарсько-Сремській жупанії Хорватії.

## Населення
Населення общини за даними перепису 2011 року становило 5 572 осіб, 1 з яких назвала рідною українську мову. Населення самого поселення становило 1 516 осіб.
Динаміка чисельності населення общини:

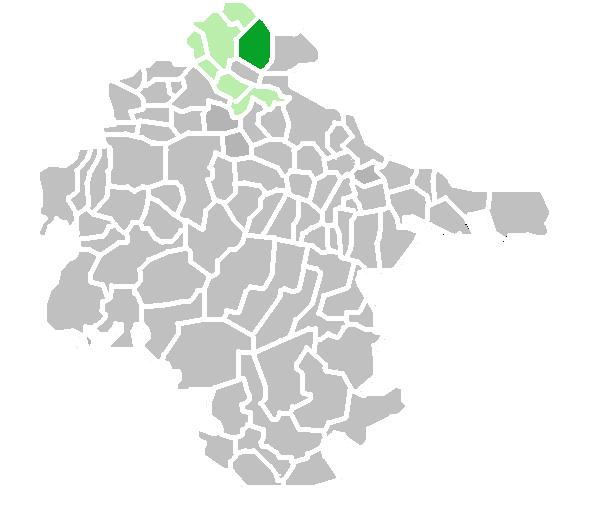

Динаміка чисельності населення центру общини:

## Населені пункти
Крім поселення Трпиня (на мапі зеленим кольором), до общини також входять: 
- Бобота
- Бршадин
- Челіє
- Лудвинці
- Пачетин
- Вера

## Клімат
Середня річна температура становить 11,17°C, середня максимальна – 25,60°C, а середня мінімальна – -5,97°C. Середня річна кількість опадів – 649 мм.
| Клімат поселення                              | Клімат поселення | Клімат поселення | Клімат поселення | Клімат поселення | Клімат поселення | Клімат поселення | Клімат поселення | Клімат поселення | Клімат поселення | Клімат поселення | Клімат поселення | Клімат поселення | Клімат поселення |
| Показник                                      | Січ.             | Лют.             | Бер.             | Квіт.            | Трав.            | Черв.            | Лип.             | Серп.            | Вер.             | Жовт.            | Лист.            | Груд.            |                  |
| Середній максимум, °C                         | 6,10             | 8,00             | 12,68            | 17,40            | 22,80            | 25,60            | 25,13            | 24,90            | 20,90            | 15,30            | 9,37             | 5,40             |                  |
| Середня температура, °C                       | 0,06             | 2,00             | 6,68             | 11,39            | 16,80            | 19,60            | 21,20            | 21,00            | 17,00            | 11,40            | 5,44             | 1,50             |                  |
| Середній мінімум, °C                          | −5,97            | −4,02            | 0,64             | 5,38             | 10,77            | 13,60            | 17,30            | 17,10            | 13,09            | 7,50             | 1,52             | −2,4             |                  |
| Норма опадів, мм                              | 42               | 37               | 39               | 52               | 61               | 82               | 66               | 60               | 49               | 52               | 59               | 50               |                  |
| Середньомісячна швидкість вітру, м/с          | 2.30             | 2.54             | 2.90             | 2.80             | 2.50             | 2.26             | 2.20             | 2.02             | 2.00             | 2.20             | 2.30             | 2.36             |                  |
| Середньомісячна сонячна радіація, кДж/м²·день | 4276             | 6994             | 11053            | 15591            | 19374            | 21673            | 22254            | 20390            | 15129            | 9525             | 4873             | 3559             |                  |
| --------------------------------------------- | ---------------- | ---------------- | ---------------- | ---------------- | ---------------- | ---------------- | ---------------- | ---------------- | ---------------- | ---------------- | ---------------- | ---------------- | ---------------- |
| Джерело:                                      |                  |                  |                  |                  |                  |                  |                  |                  |                  |                  |                  |                  |                  |